# Покровское (Корюковский район)
Покро́вское (укр. Покровське; до 2016 г. Жовтне́вое, до 1941 г. Ба́ба) — село в Корюковском районе Черниговской области Украины. До 19 июля 2020 года входило в состав Менского района.
Население 825 человека. Занимает площадь 4,13 км².
Код КОАТУУ: 7423084001. Почтовый индекс: 15650. Телефонный код: +380 804644.